# Ertha Pascal-Trouillot
Ertha Pascal-Trouillot (Pétion-Ville, 13 augustus 1943) was de eerste, en tot nu toe enige vrouwelijke president van Haïti. Ze was interim-president van 14 maart 1990 tot en met 7 februari 1991.
Pascal-Trouillot was opper-rechter in het Haïtiaans Hooggerechtshof toen ze in 1990 president werd. Dat gebeurde nadat generaal Herard Abraham de regering omver had geworpen en ermee had ingestemd dat hij direct de macht weer zou afstaan.
In januari 1991 werd de regering van Pascal-Trouillet bijna zelf het slachtoffer van een militaire coup door Roger Lafontant. In februari 1991 trad ze af als president nadat Jean-Bertrand Aristide de presidentsverkiezingen had gewonnen.